# Кёлликер, Альберт
Альберт фон Кёлликер (нем. Albert von Kölliker; 6 июля 1817, Цюрих — 2 ноября 1905, Вюрцбург) — швейцарский анатом, зоолог и гистолог.
Член Германской академии естествоиспытателей «Леопольдина» (1858), иностранный член-корреспондент Петербургской академии наук (1858), иностранный член Лондонского королевского общества (1860).

## Биография
Альберт фон Кёлликер родился в 1817 году. Профессор в Цюрихе (1844), потом в Вюрцбурге (1847). В 1866 году Кёлликер передал преподавание физиологии Альберту фон Бецольду и с тех пор читал лекции по анатомии, микроскопической технике и эмбриологии. Крупную известность Кёлликер приобрёл выдающимися исследованиями в области нормальной микроскопической анатомии и эмбриологии.
К микроскопической анатомии относятся его труды: «Mikroskopische Anatomie» (1850—54), «Handbuch der Gewebelehre des Menschen» (1852; 6 изд. 1889 и сл.) и «Icones histologicae» (1864—1866); к эмбриологии — «Entwicklungsgeschichte der Cephalopoden» (1844), «Entwicklungsgeschichte des Menschen und der hyheren Thiere» (1861; 2 изд. 1876—79) и «Grundriss der Entwicklungsgeschichte» (1880; 2 изд. 1884; русский перевод этого сочинения, составляющего, собственно, извлечение из предыдущего, под ред. Ф. H. Заварыкина: «Основы истории развития человека и высших животных», СПб. 1882).
Многочисленные труды Кёлликера по систематической зоологии и сравнительной анатомии имеют своим предметом изучение рыб и полипов; таковы: «Siphonophoren oder Schwimmpolypen von Messina» (1853), «Ueber das Ende der Wirbelsäule der Ganoiden und einiger Teleostier» (1860), «Beobachtungen über die Wirbel der Selachier» (1863), «Anatomsystematische Beschreibung der Alcyonarien. Abtheil. I: Die Pennatuliden» (1870—72), «Morphologie und Entwicklunsgeschichte des Pennatulidenstammes» (1872). Наконец, Кёлликеру принадлежат также монографии «Ueber die Pacinischen Körperchen» (1843 — в сотрудничестве с Генле), «Die normale Resorption des Knochengewebes» (1873) и многочисленные статьи по физиологии и гистологии в различных специальных журналах.
С 1849 года Кёлликер издавал «Zeitschrift für wissenschaftliche Zoologie» в сотрудничестве сначала с Зибольдом, а впоследствии с Элерсом.
Учёный принимал активное участие в изучении коллекций, доставляемых для Годефруа, который размещал их в основанном им «Музее Годефруа».
В 1897 Кёлликеру была присуждена медаль Копли

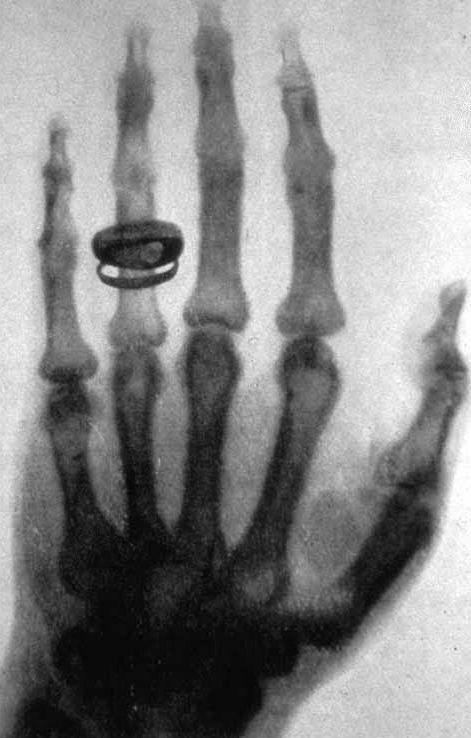
Рентгеновский снимок руки Кёлликера, сделанный Рентгеном 23 января 1896 года.